# Erna Flegel
Erna Flegel (ur. 11 lipca 1911 w Kilonii, zm. 16 lutego 2006 w Mölln) – niemiecka pielęgniarka. Od lutego 1943 do końca  II wojny światowej była pielęgniarką  Adolfa Hitlera. Była obecna w bunkrze Hitlera, gdy popełnił samobójstwo. Została w bunkrze do momentu wkroczenia Armii Czerwonej.
Podczas pobytu w bunkrze Hitlera zaprzyjaźniła się z Magdą Goebbels i czasami  była niańką dla dzieci Goebbelsów - aż do ich śmierci.
Po zdobyciu Berlina przez wojska sowieckie pozostała w bunkrze. Była przesłuchiwana przez Amerykanów. Po wojnie Flegel mieszkała do roku 1977 niezauważona. W 1977 roku dokumenty i jej  przesłuchania zostały odtajnione, a media zainteresowały się jej losem. Mieszkała w domu starców w Niemczech.